# Mihail Venkov
Mihail Angelov Venkov (in bulgaro Михаил Ангелов Венков?; Sofia, 28 luglio 1983) è un ex calciatore bulgaro, di ruolo difensore.

## Carriera

### Club
Tranne una breve parentesi in prestito al Belite orli, fino al 2011 ha giocato solo con la maglia del Liteks Loveč.

### Nazionale
Ha collezionato 7 presenze con la maglia della nazionale bulgara.

## Palmarès

### Club

#### Competizioni nazionali
- Coppa di Bulgaria: 3

Liteks Loveč: 2003-2004, 2007-2008, 2008-2009
- Campionato bulgaro: 1

Liteks Loveč: 2009-2010